# Bombylisoma turkmenicum
Bombylisoma turkmenicum är en tvåvingeart som först beskrevs av Paramonov 1926.  Bombylisoma turkmenicum ingår i släktet Bombylisoma och familjen svävflugor. Inga underarter finns listade i Catalogue of Life.